# Jur Spijkers
Jur Spijkers (Tilburg, 18 de marzo de 1997) es un deportista neerlandés que compite en judo.
Ganó una medalla de oro en el Campeonato Europeo de Judo de 2022 y tres medallas de plata en el Campeonato Europeo de Judo por Equipo Mixto entre los años 2018 y 2022.

## Palmarés internacional
| Campeonato Europeo                  | Campeonato Europeo    | Campeonato Europeo | Campeonato Europeo |
| Año                                 | Lugar                 | Medalla            | Categoría          |
| ----------------------------------- | --------------------- | ------------------ | ------------------ |
| 2022                                | Sofía (Bulgaria)      | Medalla de oro     | +100 kg            |
| Campeonato Europeo por Equipo Mixto |                       |                    |                    |
| Año                                 | Lugar                 | Medalla            | Categoría          |
| 2018                                | Ekaterimburgo (Rusia) | Medalla de plata   | Equipo mixto       |
| 2021                                | Ufá (Rusia)           | Medalla de plata   | Equipo mixto       |
| 2022                                | Mulhouse (Francia)    | Medalla de plata   | Equipo mixto       |